# 云山亭大伯公庙
伦乐云山亭大伯公庙是一座位于马来西亚砂拉越古晋伦乐镇，始建于光绪十二年（1886年）的百年古庙。
云山亭大伯公庙的主神为大伯公。寺庙的大殿正中悬挂的“威镇学邦”匾额是伦乐镇早前曾被人们称作“允学”或“学邦”的最佳证明。